# شعبة المعين (النادرة)
شعبة المعين محلة تابعة لقرية نفيع، التابعة لعزلة الفجرة بمديرية النادرة إحدى مديريات محافظة إب في الجمهورية اليمنية، بلغ تعداد سكانها 48 حسب تعداد اليمن لعام 2004.